# Illicium micranthum
Illicium micranthum là một loài thực vật có hoa trong họ Schisandraceae. Loài này được Dunn miêu tả khoa học đầu tiên năm 1901.